# مؤيد حسن
مؤيد حسن (مواليد 28 يناير 1992) هو لاعب كرة قدم قطري يلعب مع نادي الوكرة في دوري نجوم قطر كجناح أيمن ومنتخب قطر لكرة القدم .

## مسيرة اللاعب
لعب في نادي الغرافة ونادي المرخية ونادي الوكرة.

## روابط خارجية
- مؤيد حسن على موقع الاتحاد الأوربي (الإنجليزية)
- مؤيد حسن على موقع ناشيونال فوتبول تيمز (الإنجليزية)
- مؤيد حسن على موقع Soccerway.com (الإنجليزية)